# شاتل اینک
شاتل اینک (انگلیسی: Shuttle Inc.) شرکت رایانه‌ای تایوانی است، که در سال ۱۹۸۳ تأسیس شد.